# Fraser’s Magazine

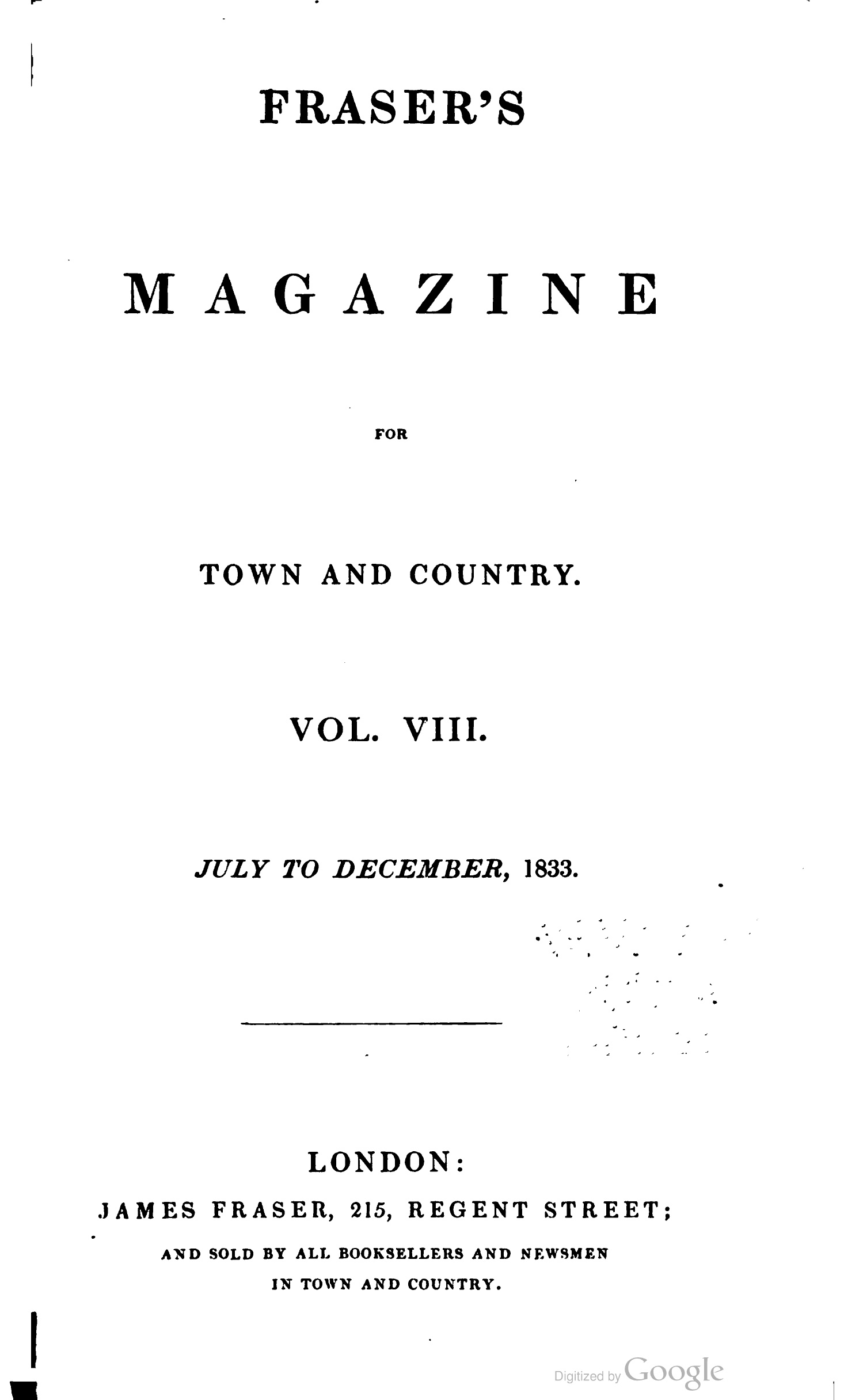

Fraser's Magazine for Town and Country ist eine von 1830 bis 1882 herausgegebene britische Zeitschrift.

## Geschichte
Das von Hugh Fraser und William Maginn gegründete Organ wurde etwa acht Jahre von Maginn und später von Francis Mahony unter dem Pseudonym Oliver Yorke redigiert. 1841 wurde die Zeitschrift von George William Nickisson erworben und 1847 an den christlichen Sozialisten John William Parker weiterverkauft. James Anthony Froude leitete sie 1860–1874, William Allingham 1874–79.
Die Zeitschrift hatte zunächst eine deutlich politische Ausrichtung im Sinne einer paternalistischen Tory-Tendenz und Gegnerschaft gegen die Laissez-faire-Ideologie der Whigs. Später dominierte der literarische Aspekt und die Präsentation von „Berühmtheiten“. Bekannte Beiträger waren unter anderem Robert Southey, Thomas Carlyle, William Makepeace Thackeray, Thomas Medwin, James Hogg, William Mudford, John Ruskin und John Stuart Mill.